# Intelligence (série télévisée, 2020)
Pour les articles homonymes, voir Intelligence (homonymie).
Intelligence est une sitcom britannique en douze épisodes d'environ 22 minutes créée par Nick Mohammed et diffusée du 21 février 2020 au 8 juin 2021 sur Sky One. Elle met en vedette David Schwimmer.

## Synopsis
Un agent de la NSA (David Schwimmer) est affecté à la liaison avec l'unité des cybercrimes du Government Communications Headquarters britannique, contrariant rapidement le chef de l'unité avec son style impétueux et sa tendance à essayer de prendre le relais.

## Distribution
- David Schwimmer (VF : Guillaume Lebon) : Jerry[3]
- Nick Mohammed (VF : Antoine Schoumsky) : Joseph [3]
- Sylvestra Le Touzel (VF : Marie-Madeleine Burguet-Le Doze) : Christine [3]
- Gana Bayarsaikhan (en) (VF : Youna Noiret) : Tuva [3]
- Jane Stanness (en) (VF : Véronique Augereau) : Mary [3]
- Eliot Salt (VF : Élisa Oriol) : Evelyn

 Source et légende : version française (VF) sur RS Doublage

## Épisodes

### Première saison (2020)
Tous les six épisodes, sans titres et numérotés de un à six, ont été réalisés par Matt Lipsey (en) et scénarisés par Nick Mohammed.

### Deuxième saison (2021)
Sky a renouvelé la série pour une deuxième saison de six épisodes. Elle a été mise en ligne le 8 juin 2021.

### Téléfilm (2023)
Un téléfilm nommé Intelligence: A Special Agent Special est diffusé le 11 mai 2023.

## Diffusion
La série est diffusée au Royaume-Uni sur Sky One. Il est également visible via la plate-forme Now TV (en) de Sky.
La série est diffusée en Australie sur ABC Comedy. Elle est également disponible via la plateforme iview d'ABC.
La série est disponible aux États-Unis sur Peacock, le service de streaming de NBCUniversal.
Au Canada, la série est diffusée sur Showcase depuis le 13 septembre 2020.
En France, la série est disponible depuis le 20 octobre 2020 sur la plateforme Salto. Elle reste inédite dans les autres pays francophones.